# Solresol

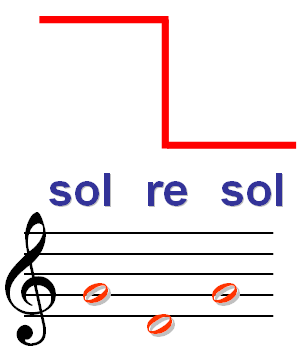

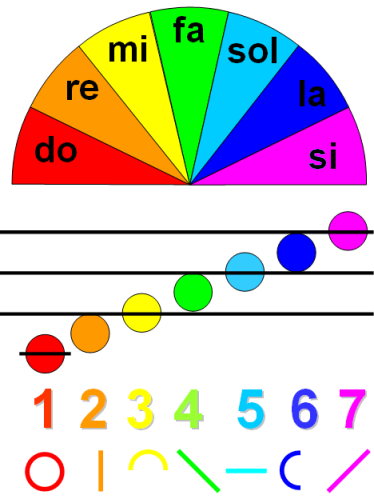

Solresol é uma língua artificial formulada pelo francês François Sudre a partir de 1827. Ele publicou seu principal livro sobre ela em Langue musicale universelle, de 1866, embora já estivesse escrevendo sobre o assunto por vários anos. Solresol experimentou uma breve fase de popularidade, atingindo seu auge com a publicação em 1902 de Grammaire du Solresol por Boleslas Gajewski.

## Morfologia
As palavras em Solresol são feitas de somente sete sílabas diferentes. Estas sílabas podem ser representadas de várias maneiras diferentes — como notas musicais de timbres diferentes, como sílabas faladas (baseadas em solfejo, um modo de identificar notas musicais, com cores, símbolos, gestos de mão etc. Assim, teoricamente a comunicação via Solresol pode ser feita através de fala, canto, bandeiras de cores diferentes etc — mesmo através da pintura.
Como na língua Ro, as palavras maiores são divididas em categorias de significado, baseadas na primeira sílaba ou nota. As palavras começadas por sol têm significados relacionados com as artes e ciências, ou, se começarem com solsol, com doença e medicina (por exemplo, solresol, linguagem; solsolredo, enxaqueca). Como outras línguas artificiais com vocabulário a priori, Solresol encara problemas consideráveis em categorizar o mundo real à sua volta de modo razoável. Por exemplo, é difícil discriminar num modo "a priori" entre "maçã" e "pêra", ou entre "segunda-feira" e "terça-feira".
Uma característica única de Solresol é que os significados são negados invertendo-se as sílabas das palavras. Por exemplo, "fala" significa "bom" ou "saboroso", e "lafa" significa "mau". Não fica claro como isso interage com o modo pelo qual as palavras são categorizadas pela primeira nota.

## Características
Características adicionais de Solresol incluem:
- altamente imparcial (igualmente fácil ou difícil para qualquer um, como outras línguas artificiais "a priori")
- sistemas integrados (sinais, cores etc) para a grande maioria das pessoas incapacitadas, postos imediatamente em prática sem qualquer aprendizado especial
- capaz de ser rapidamente aprendida por pessoas iletradas (somente 7 sílabas ou sinais de 10 letras para aprender e reconhecer)
- não apresenta dificuldades de pronúncia
- sistema simples e muito efetivo de diferenciar a função das palavras nas frases

## Difusão
Solresol teve de encarar a dificuldade de que na França, o ensino de língua de sinais para surdos esteve proibida entre 1880 e 1991. Isto pode ter sido um dos motivos que explicam a lenta difusão de Solresol entre os surdos, mas de qualquer forma, a linguagem não funciona tão bem quanto uma língua de sinais típica.
Depois de uns poucos anos de popularidade, ela desapareceu na obscuridade face a línguas mais bem sucedidas tais como Volapük e Esperanto. Apesar disto, ainda há uma pequena comunidade de entusiastas por Solresol espalhada por todo o mundo, muito mais capazes de se comunicar entre si através do meio eletrônico da Internet do que seriam capazes em dias passados.
Uma língua artificial mais recente baseada em tons musicais é Eaiea, criada por Bruce Koestner, a qual usa toda a escala cromática ocidental de 12 sons.